# Pararete baliense
Pararete baliense är en svampdjursart som beskrevs av Isao Ijima 1927. Pararete baliense ingår i släktet Pararete och familjen Euretidae.
Artens utbredningsområde är havet kring Indonesien. Inga underarter finns listade i Catalogue of Life.